# Denain
Denain är en kommun i departementet Nord i regionen Hauts-de-France i norra Frankrike. Kommunen ligger i kantonen Denain som tillhör arrondissementet Valenciennes. År 2022 hade Denain 20 622 invånare.

## Befolkningsutveckling
Antalet invånare i kommunen Denain
| Referens: INSEE |